# Hurtigere og hurtigere
Hurtigere og hurtigere (originaltitel The Yankee Consul) er en amerikansk stumfilm fra 1924 instrueret af James W. Horne.

## Medvirkende
- Arthur Stuart Hull som Jack Morrell
- Douglas MacLean som Dudley Ainsworth
- Patsy Ruth Miller som Margarita
- Stanhope Wheatcroft som Leopoldo
- Eulalie Jensen som Donna Theresa
- Lee Shumway som Purser of S.S. President
- Fred Kelsey som John J. Doyle
- George Periolat som Don Rafael Desschado